# Der Filou (1974)
Der Filou (italienischer Originaltitel Peccato veniale, wörtlich Kleine Sünde) ist eine italienische Filmkomödie mit dramatischen sowie romantisch-erotischen Elementen aus dem Jahr 1974, der dem Genre Commedia sexy all'italiana oder auch Commedia erotica familiare zugeordnet wird. Er handelt von einem Sechzehnjährigen, der sich in seine deutlich ältere Schwägerin verliebt.

## Handlung
Ein Sommer im Jahr 1956 in einem mondänen Badeort an der Küste von Versilia: Eine Familie macht hier ihren Sommerurlaub. Der Vater, ein pensionierter Offizier, stellt dem Hausmädchen nach und macht Jagd auf den Schoßhund seiner Gattin. Der ältere Sohn Renzo trifft mit seiner Gattin ein, muss dann aber zu beruflichen Verpflichtungen nach Mailand zurückkehren, und lässt die attraktive Laura in der Obhut seines jüngeren Bruders, Sandro, zurück. Der vertreibt sich die Zeit lieber mit Rauchen und erotischen Heftchen und ist zunächst genervt von seinen neuen Pflichten; dann beginnt er aber schnell sich in Laura zu verlieben, und diese sogar körperlich zu bedrängen. Dagegen zeigt er wenig Interesse an der gleichaltrigen Rosy, obwohl diese ihn offensichtlich anhimmelt. Die beiden sind täglich am Strand, wo sich einige lustige Geschichten rund um einen Bademeister, einen blonden deutschen Jungen, die attraktive Gräfin sowie einen athletischen Kraftmeier abspielen. Laura lässt die Annäherung immer mehr zu, die beiden tauschen Zungenküsse aus und es kommt sogar zu einer Liebesnacht. Sandro gesteht die Affäre seinem Bruder, doch der missversteht ihn wegen einer schlechten Telefonverbindung; ohnehin vergnügt er sich nach Feierabend in Mailand lieber anderweitig. Schließlich kehrt er zurück in den Urlaub, er belohnt Sandrino mit einem goldenen Zigarettenetui, und die ganze Familie freut sich darüber, dass dieser zum Mann geworden sei, auch wenn er dafür einem armen Kerl die Hörner aufgesetzt habe. Die Affäre bleibt ein Geheimnis von Sandrino und Laura.

## Hintergrund
Der Film folgte auf Malizia, mit einer ähnlichen Handlung, Darstellern und Produktionsteam. Alessandro Momo, der Darsteller des jungen Sandrino, war zum Zeitpunkt 17 Jahre alt, Laura Antonelli, die Darstellerin der Laura, 33 Jahre. Momo drehte noch einen Film, Der Duft der Frauen, ehe er eine Woche vor seinem 18. Geburtstag bei einem Motorradunfall starb.

## Drehort
Der Film wurde in Forte dei Marmi in der Nähe der Villa Siemens gedreht.

## Trivia
An der Wand von Sandrinos Zimmer hängt ein Plakat von La scoperta („Die Entdeckung“), dem ersten Film des Schauspielers Alessandro Momo aus dem Jahr 1969.